# Mia Nicolai
Michaja Nicolaï, känd professionellt som Mia Nicolai, född 7 mars 1996 i Amsterdam, är en nederländsk sångare, låtskrivare och skådespelerska. Tillsammans med Dion Cooper representerade hon Nederländerna i Eurovision Song Contest 2023 med låten "Burning Daylight".

## Karriär
2018 släppte Mia Nicolai sin första singel som var en cover på den amerikanske kompositören Glenn Millers "At Last".  2020 släppte hon "Set Me Free" och "Mutual Needs". 2021 släppte hon två singlar, "People Pleaser" och "Dream Go".
Den 1 november 2022 meddelade det nederländska TV-bolaget AVROTROS att Nicolai skulle representera Nederländerna i Eurovision Song Contest 2023, tillsammans med Dion Cooper. Nicolai hade träffat Cooper 2020 när andra nederländska Eurovision-deltagare och vinnaren av 2019 års upplaga, Duncan Laurence, tillsammans med Laurences partner Jordan Garfield, parade ihop de två. Deras bidrag "Burning Daylight", som Laurence hade varit med och skrivit, släpptes den 1 mars 2023. Nicolai och Cooper uppträdde i den första semifinalen, men misslyckades med att kvalificera sig till finalen.

## Filmografi
| År   | Film              | Roll              |
| ---- | ----------------- | ----------------- |
| 2016 | Adios Amigos      | Prostituerad      |
| 2016 | Babatunde         | Steffi            |
| 2018 | Doris             | Lunchrum flicka   |
| 2021 | Flikken Rotterdam | Tara Tereshchenko |